# Nénigan
Nénigan ist eine französische Gemeinde mit 50 Einwohnern (Stand 1. Januar 2022) im Département Haute-Garonne in der Region Okzitanien (zuvor Midi-Pyrénées). Die Einwohner werden als Néniganais bezeichnet.

## Geographie
Umgeben wird Nénigan von den vier Nachbargemeinden:
|               | Puymaurin                                   |                            |
| Cap d’Astarac | Kompassrose, die auf Nachbargemeinden zeigt | Saint-Ferréol-de-Comminges |
|               | Péguilhan                                   |                            |

## Geschichte
Die Bastide wurde 1282 vom Kloster Nizors mit Zustimmung des Grafen von Comminges Bernard VI. gegründet. Die Bewohner erhielten in einer Charte de coutumes besondere Rechte.  

## Bevölkerungsentwicklung
| Jahr                      | 1962 | 1968 | 1975 | 1982 | 1990 | 1999 | 2005 | 2010 | 2016 | 2019 |
| ------------------------- | ---- | ---- | ---- | ---- | ---- | ---- | ---- | ---- | ---- | ---- |
| Einwohner                 | 63   | 64   | 61   | 59   | 59   | 55   | 56   | 60   | 64   | 56   |
| Quelle: Cassini und INSEE |      |      |      |      |      |      |      |      |      |      |

## Sehenswürdigkeiten
- Kirche Saint-Christophe
- Ehemalige Mühle